# Solidago
Solidago este un gen de plante din familia Asteraceae, ordinul Asterales. Splinuța (Solidago virguaureae) este des întâlnită în Europa, mai este cunoscută în folclorul popular și ca floarea boierească, splinăriță sau vargă de aur. Este într-adevăr ca o plantă ca o baghetă, care face minuni pentru bolnavii de rinichi. Splinuța după folclor este considerată a fi îngerul păzitor al celor bântuiți de probleme afective.

## Răspândire
În România crește pe pajiști luminoase, livezi, pe marginea pădurilor, pe terenuri bogate în calcar, în locurile defrișate, pe povârnișuri, în șanțurile cu apă. Florile plantei se pot culege începând din luna iulie și până în octombrie.

## Caractere morfologice
O recunoaștem după tulpina stufoasă, ornată cu ramificații, cu flori galbene-aurii. Are tulpină păroasă, crește până la 100 cm înălțime, frunzele sunt ovale, îngustate la vârf, dispuse altern, dintate pe margini. Florile se formează în ciorchini, sunt de culoare galben-albicioase din cauza periilor caliciului. Nu au miros, iar gustul este slab astringent.

## Caracter chimic
Planta conține uleiuri, taninuri, substanțe amare, saponozide, azulene, acizi, flavonozide (cumarina)
- Tulpina

- Frunza

- Florile

- Semințele

## Utilizarea
```
În scop fitoterapeutic sunt folosite florile.
```

Utilizat intern se folosește în afecțiuni biliare, ascita, bronșite, calculoză biliară, diaree chiar cu sânge, enterite, inflamații intestinale, litiaze biliare și renale, metroragii, răni, retenție hidrică, reumatism.
Utilizat extern se folosește pentru abcese, afte, nevralgii dentare, urticarie, laringită și faringită sub formă de comprese, gargară cu infuzie.